# Alfred Dührssen

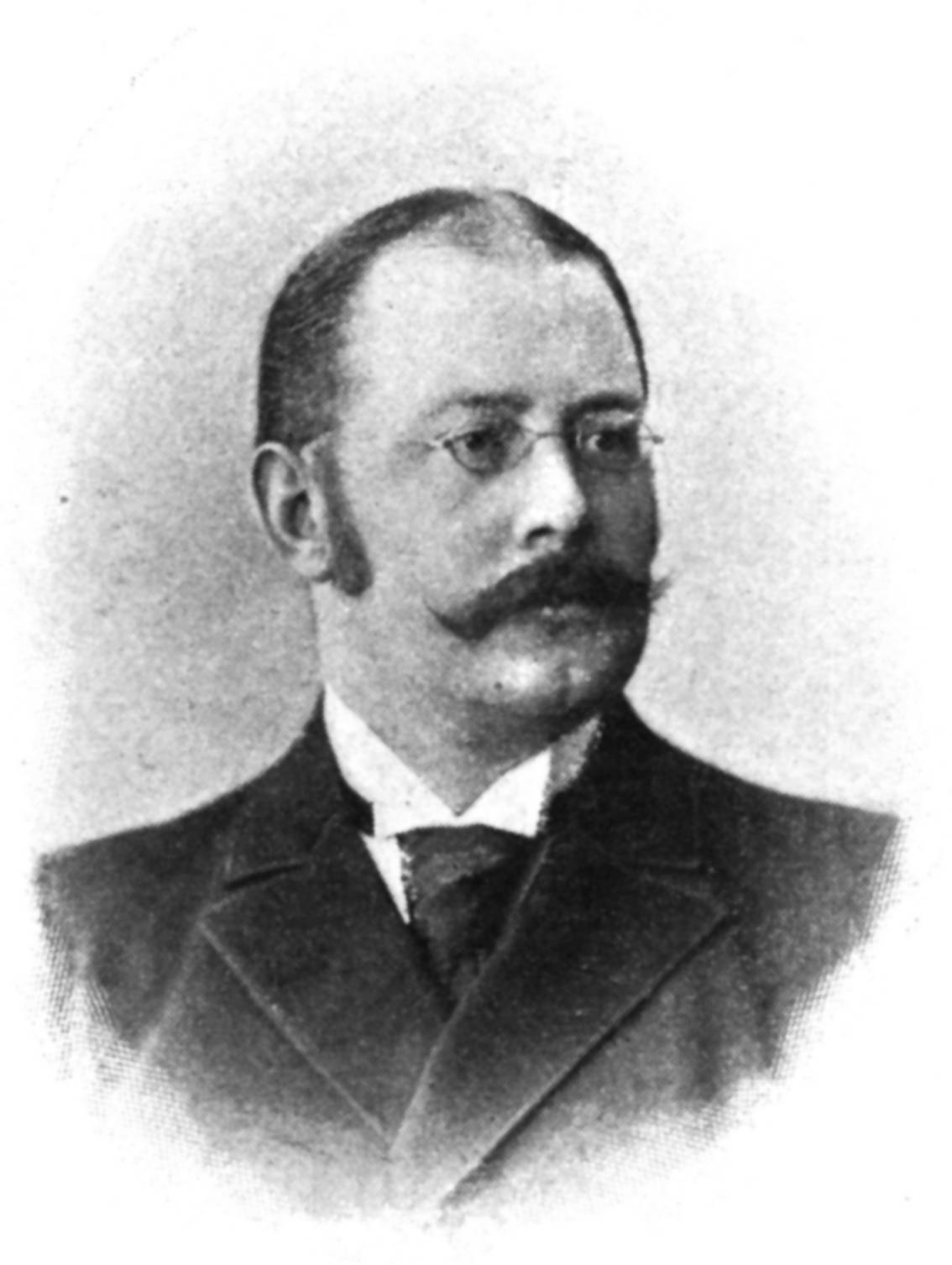
Alfred Dührssen

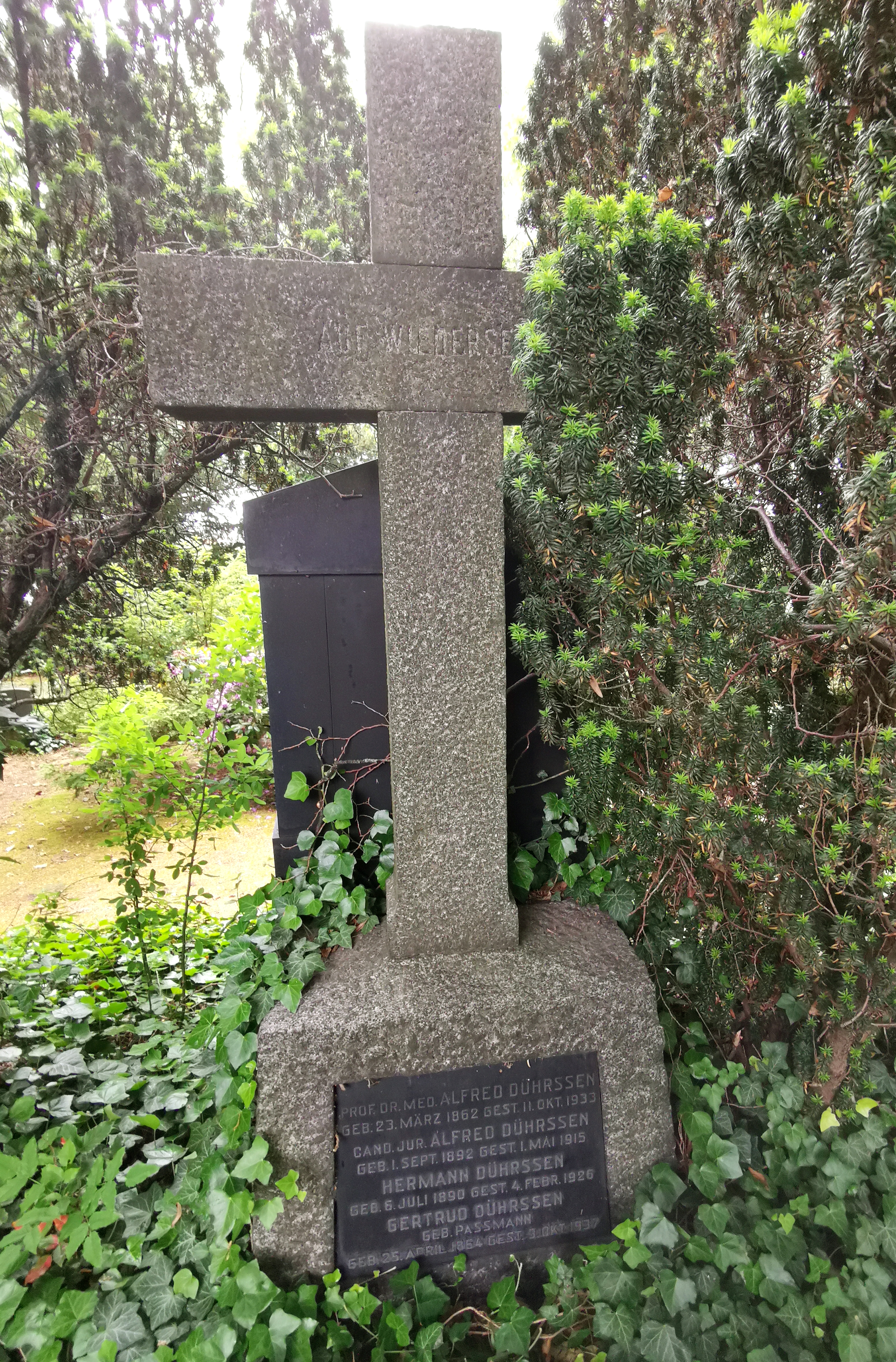
Grabkreuz Alfred Dührssen (Feld NH)

Alfred Jacobus Dührssen (* 23. März 1862 in Heide, Herzogtum Holstein; † 11. Oktober 1933 in Berlin) war ein deutscher Gynäkologe.

## Leben
Dührssen studierte an der Universität Marburg, wo er Mitglied des Corps Guestphalia wurde, sowie an der Kaiser-Wilhelms-Akademie für das militärärztliche Bildungswesen, wo er Mitglied des Corps Suevo-Borussia wurde und 1884 promovierte (Ueber chronische Parotitis mit consecutiver Speichelgeschwulst nebst einer Zusammenstellung der bisher veröffentlichten Fälle von Sialodochitis Stenoniana und Whartoniana). Anschließend war er Militärarzt in Berlin und Assistent seines Onkels Rudolf Dohrn an der Frauenklinik in Königsberg. 1886 wurde er Assistent von Adolf Gusserow an der Berliner Geburtshilflichen Poliklinik. 1888 wurde er Hebammenlehrer und habilitierte sich an der Universität in Berlin. 1895 wurde er zum Professor ernannt und gründete 1892 eine private Klinik für Frauenkrankheiten und Geburtshilfe. Er verließ 1913 den Lehrkörper der Universität.
Alfred Dührssen starb 1933 im Alter von 71 Jahren in Berlin. Sein Grab befindet sich auf dem Kaiser-Wilhelm-Gedächtnis-Friedhof in Berlin-Westend.
Des Mediziners Enkelin war die bekannte Ärztin, Psychiaterin, Psychoanalytikerin und Psychotherapeutin Annemarie Dührssen (1916–1998).

## Verdienste
Dührssen gilt als einer der Begründer der modernen operativen Gynäkologie. Er wurde bekannt durch seine vaginalen Operationsmethoden, darunter den 1895 durchgeführten vaginalen Kaiserschnitt. 1919 schlug Dührssen vor, geburtshilfliche Ambulatorien einzurichten. Unter dem Gesichtspunkt der Hygiene forderte er, Anstaltsgeburten idealerweise für jede schwangere Frau anzubieten. Er schlug außerdem vor, dass sich jede schwangere Frau vier Wochen vor dem Geburtstermin in der Anstalt vorstellt, um mögliche Geburtsstörungen oder Abnormalitäten bereits vor der Geburt festzustellen. Hier sah er auch Vorteile für die Ausbildung von Studenten.

## Veröffentlichungen (Auswahl)
- Ueber chronische Parotitis mit consecutiver Speichelgeschwulst nebst einer Zusammenstellung der bisher veröffentlichten Fälle von Sialodochitis Stenoniana und Whartoniana. Berlin 1884 (Berlin, Univ., Diss., 1884).
- Die Anwendung der Jodoformgaze in der Geburtshülfe. Fischer, Berlin 1888.
- Ueber die Behandlung der Blutungen post partum. Breitkopf und Härtel, Leipzig 1889 (Sammlung klinischer Vorträge; 347) (Sammlung klinischer Vorträge. Gynäkologie; 100).
- Die Therapie des engen Beckens. Berlin 1889 (Berliner Klinik; 8).
- Geburtshülfliches Vademecum für Studirende und Aerzte. Berlin 1890.
- Über eine neue Heilmethode der Harnleiterscheidenfisteln, nebst Bemerkungen über die Heilung der übrigen Harnleiterfisteln. Breitkopf und Härtel, Leipzig 1894 (Sammlung klinischer Vorträge; N.F., 114) (Sammlung klinischer Vorträge. Gynäkologie; N.F., 44).
- Über eine neue Methode der Behandlung der unzeitigen Geburten. Breitkopf und Härtel, Leipzig 1895 (Sammlung klinischer Vorträge; N.F., 131) (Sammlung klinischer Vorträge. Gynäkologie; N.F., 51).
- Über chirurgische Fortschritte in der Geburtshilfe. Breitkopf und Härtel, Leipzig 1896 (Sammlung klinischer Vorträge; N.F., 160) (Sammlung klinischer Vorträge. Chirurgie; N.F., 45).
- Der vaginale Kaiserschnitt: Nebst Bericht über eine erfolgreiche vaginale Exstirpation des rupturirten Uterus unmittelbar post partum. Karger, Berlin 1896.
- Die Einschränkung des Bauchschnitts durch die vaginale Laparotomie (Kolpocoeliotomia anterior). Karger, Berlin 1899.
- Über Heilung und Verhütung von Frauenkrankheiten. Runge, Berlin 1900.
- Die Verhütung und Heilung des Unterleibskrebses bei Frauen. Vogel & Kreienbrink, Südende-Berlin / Leipzig 1902.
- Zwanzig photographische Wandtafeln zur Gynaekologischen Operationslehre, spec. z. Conservativen Kolpo-Coeliotomie, nebst erl. Text. Karger, Berlin 1902.
- Die "neue" Geburtshilfe und der praktische Arzt: nebst weiteren Mitteilungen über den Metreurynter-Kaiserschnitt und die Buddageburt. Barth, Leipzig 1909 (Sammlung klinischer Vorträge; N.F., 549/50), (Sammlung klinischer Vorträge. Gynäkologie; N.F., 204/05).
- Die neue Geburtshilfe: ihre Beziehungen zum Staat und zu der Bevölkerungspolitik. Ritter-Verlag, Berlin 1923.
- Stimme gegen den § 218. In: Der sozialistische Arzt, Jg. 7 (1931), Heft 4 (April), S. 99–100 Digitalisat.